# Nick Stahl
Nicolas Kent Stahl (Harlingen (Texas), 5 december 1979) is een Amerikaans acteur.
Stahl werd geboren in Harlingen, Texas als de zoon van William Kent Stahl en Donna Lynn Reed. Hij groeide op in Dallas. Stahl speelde in onder andere Sin City, de HBO-serie Carnivàle, en Terminator 3, waarin hij John Conner vertolkt, oorspronkelijk gespeeld door Edward Furlong.
Zijn debuutfilm, The Man Without a Face, samen met Mel Gibson, heeft zijn carrière een boost gegeven op twaalfjarige leeftijd. Zijn eerste professionele casting was in Stranger at My Door, hoewel hij sinds zijn vierde al in allerlei toneelstukken speelde.
Stahl was op 9 mei 2012 vermist. Op 19 mei werd hij teruggevonden.